# How Beautiful You Are
Singles de Ayumi Hamasaki
L
(2011)
How Beautiful You Are est le 2e single digital de Ayumi Hamasaki, sorti uniquement en téléchargement le 8 février 2012. How Beautiful You Are est présente sur l'album Party Queen, un clip est également présent sur le DVD de l'album.

## Liste des titres
Les paroles ont été écrites par Ayumi Hamasaki, la musique composée par Timothy Wellard et l'arrangement fait par Yuta Nakano.
| 1. | How Beautiful You Are                | 5:00 |
| 2. | How Beautiful You Are (Instrumental) | 5:00 |